# Rua Dr Sousa Rosa
A Rua do Dr. Sousa Rosa é um arruamento situado nas freguesias de Nevogilde (Porto) e  Foz do Douro, da cidade do Porto, em Portugal. 

## Origem do nome
A rua homenageia Augusto de Sousa Rosa , militar e médico português, septuagécimo quarto presidente da Câmara Municipal do Porto e director do Hospital Militar Regional n.º 1 (D. Pedro V). Nesta rua viveu durante a maior parte da sua vida.

## História
A Rua Dr Sousa Rosa corre no sentido noroeste-sudeste, fazendo a ligação entre a Praça de Liége e a Rua do Crasto. É uma das ruas mais arborizadas das freguesias acima referidas. Anteriormente denominada Rua do Monte e, posteriormente, denominada Lima Junior, viu o seu nome ser alterado no início da década de 50. .
A Rua do Monte já aparece identificada em 1892, na planta de Teles Ferreira, sendo perpendicular à Rua do Crasto e à atual Rua da Agra (assentamento da antiga Ribeira de Gondarém).
Devido à sua altitude face ao nível do mar, aparecem nesta zona, desde a avenida da Boavista até à rua do Crasto, diversos concheiros do Povoado das Areias Altas, que identificam a presença do homem da idade do Bronze Regional. . A Rua Dr Sousa Rosa (antiga Rua do Monte) tem um declive acentuado no seu lado noroeste, precisamente por ser a encosta desse mesmo monte.